# 二村駅
二村駅（イチョンえき）は、大韓民国ソウル特別市龍山区二村洞・龍山洞5街にある、ソウル交通公社と韓国鉄道公社（KORAIL）の駅である。駅はKORAILが管理している。

## 利用可能な鉄道路線
ソウル交通公社
 4号線 - 駅番号は430
韓国鉄道公社
 京義・中央線 - 駅番号はK111

## 歴史
- 1978年12月9日 - 鉄道庁（当時）京元線（現：京義・中央線）・龍山 - 城北間の複線電化とともに開業。
- 1985年10月18日 - ソウル特別市地下鉄公社（当時）4号線・漢城大入口 - 舎堂区間の開通とともに乗換駅になる。
- 2005年
  - 1月1日 - ソウル特別市地下鉄公社がソウルメトロに改称。また、鉄道庁が韓国鉄道公社に改組。　
  - 12月15日 - 中央電鉄線営業開始。龍山 - 城北間系統廃止。駅番号をK131からK111に変更。
- 2007年8月1日 - 4号線の駅に副駅名を追加。
- 2011年6月1日 - 中央電鉄線のホームドア稼働開始。
- 2012年12月27日 - 国立中央博物館方面の地下通路が完成。

## 駅構造

### ソウル交通公社
西氷庫路の真下に位置する地下駅である。
ホームは相対式2面2線を有しており、フルスクリーンタイプのホームドアが設置されている。改札口と京義・中央線との連絡通路に通じる階段はホーム1面につき4ヶ所、エレベータはホーム1面につき1ヶ所ある。
改札口は東側と西側の2ヶ所ある。出口は5番まであり、東側が2,3,3‐1番出口と繋がっていて、西側が1,4,5番出口に繋がっている。化粧室は改札内にある。

#### のりば
のりばの番号は存在しない。
| 上り | 4号線 | ソウル駅・漢城大入口・仏岩山・榛接方面 |
| 下り | 4号線 | 舎堂・衿井・安山・烏耳島方面           |

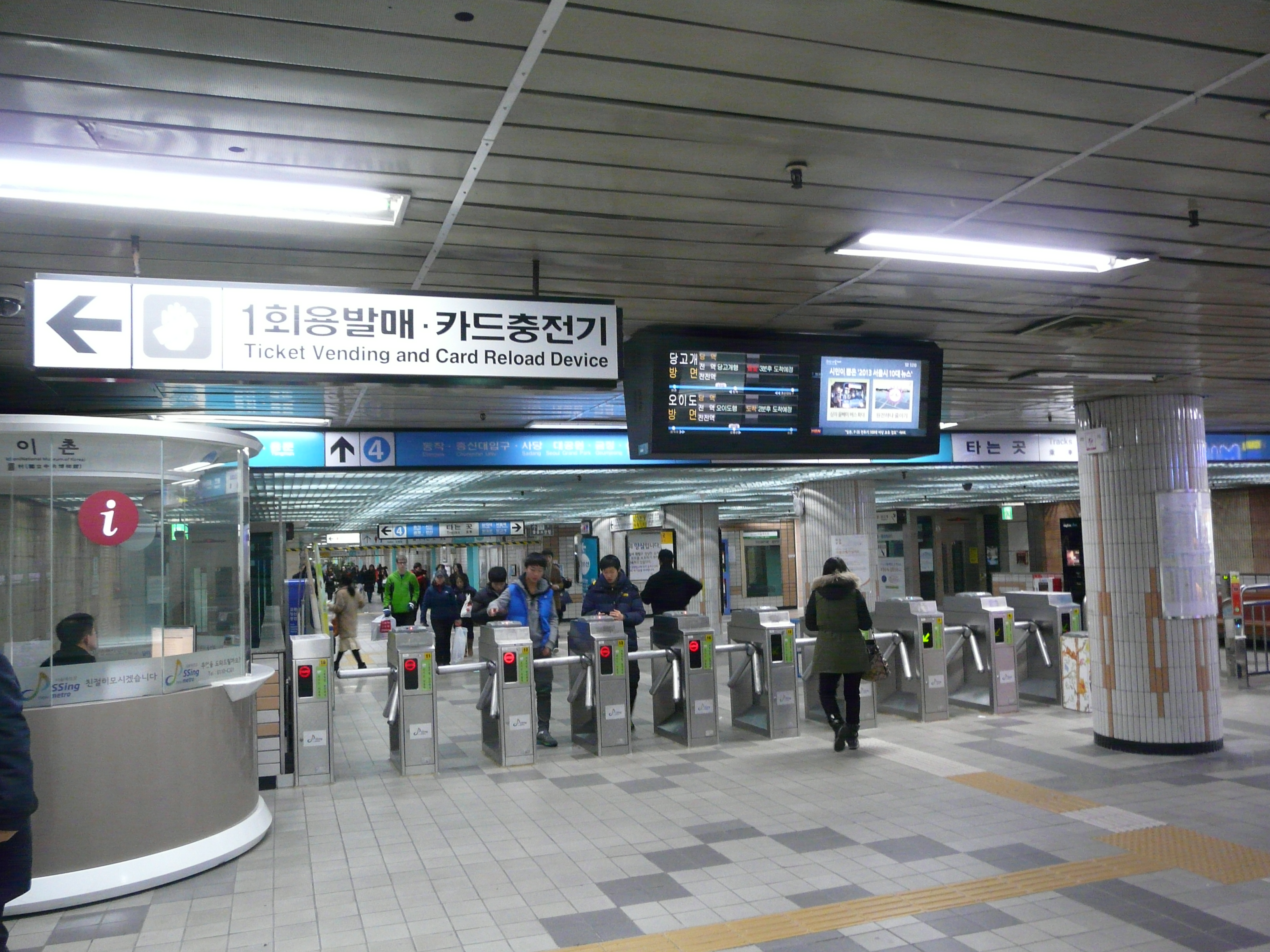
改札口（2013年12月8日）
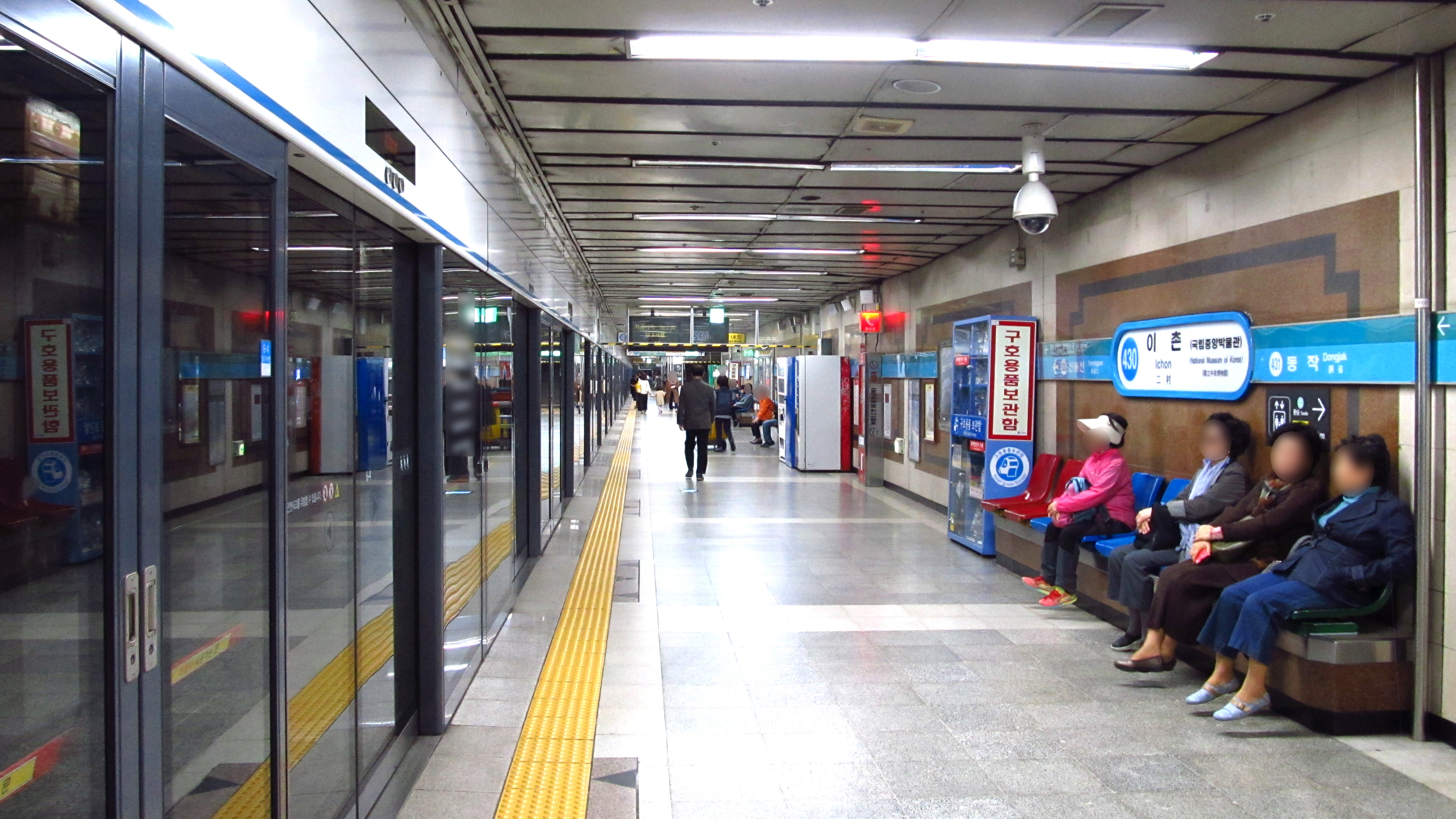
ホーム（2019年10月22日）

### 韓国鉄道公社
相対式ホーム2面2線を有する地上駅。改札口と4号線との連絡通路に繋がる階段はホーム1面につき2ヶ所ある。エレベーターは設置しておらず、代わりに階段上にリフトが設置されている。
改札口は1ヶ所ある。化粧室は改札外に1ヶ所ある。

#### のりば
| 1 | 京義・中央線 | 龍山・弘大入口・幸信・一山・文山方面 |
| 2 | 京義・中央線 | 清凉里・徳沼・八堂・楊平・龍門方面   |

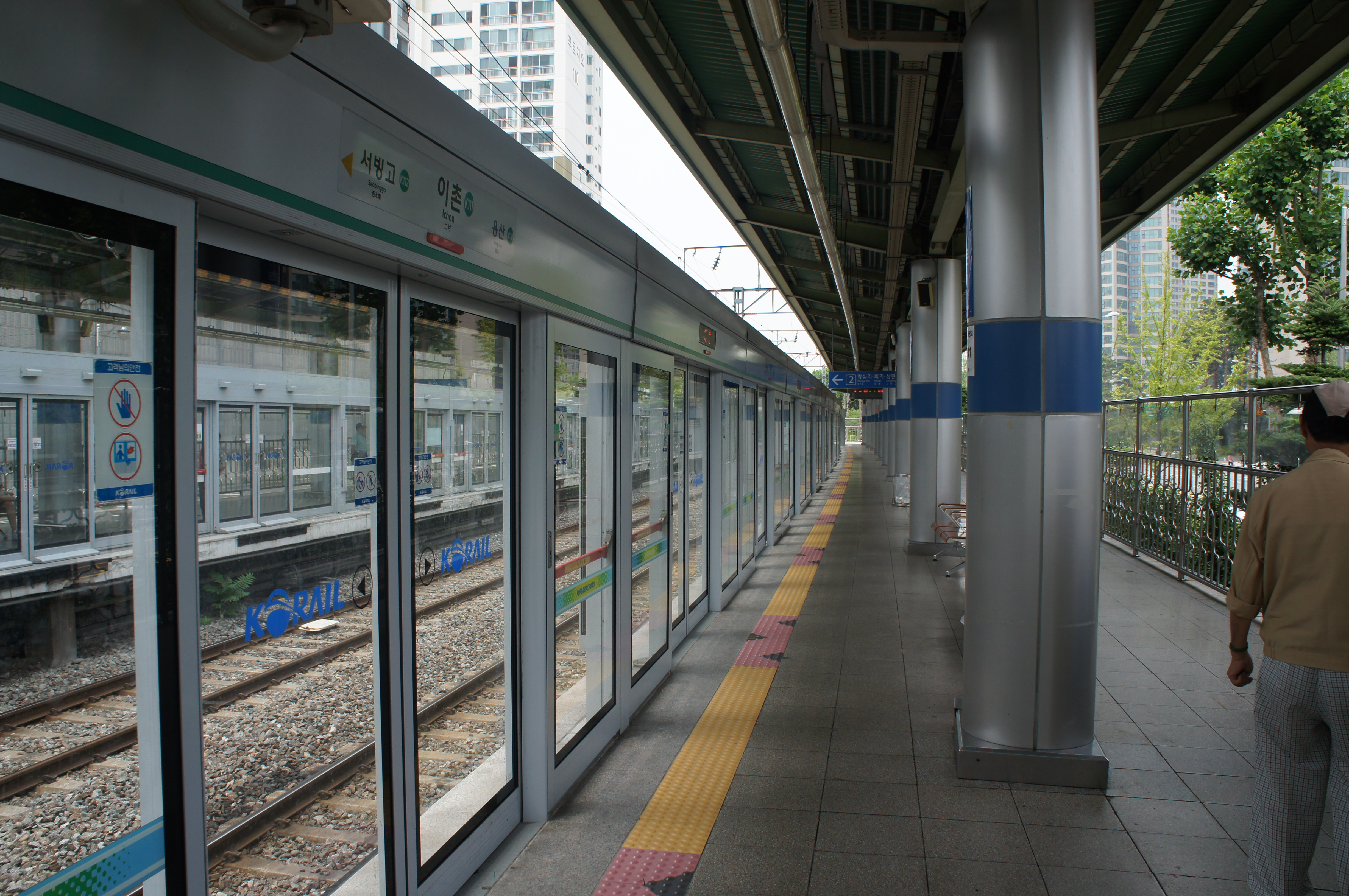
プラットホーム（2013年7月1日）

## 利用状況
近年の一日平均利用人員推移は下記のとおり。
| 路線              | 路線     | 2000年 | 2001年 | 2002年 | 2003年 | 2004年 | 2005年 | 2006年 | 2007年 | 2008年 | 2009年 | 出典  |
| ----------------- | -------- | ------ | ------ | ------ | ------ | ------ | ------ | ------ | ------ | ------ | ------ | ----- |
| ●中央線 (●京元線) | 乗車人員 | 1,326  | 1,467  | 1,327  | 1,305  | 3,109  | 4,119  | 4,907  | 4,427  | 4,146  | 4,124  | [ 2 ] |
| ●中央線 (●京元線) | 降車人員 | 583    | 532    | 760    | 1,002  | 2,819  | 4,116  | 4,964  | 4,534  | 4,279  | 4,264  | [ 2 ] |
| ●中央線 (●京元線) | 乗降人員 | 1,909  | 1,999  | 2,087  | 2,307  | 5,928  | 8,235  | 9,871  | 8,961  | 8,425  | 8,388  | [ 2 ] |
| 4号線             | 乗車人員 | 4,682  | 4,633  | 4,766  | 4,788  | 4,572  | 6,281  | 8,660  | 7,504  | 8,386  | 9,758  | [ 3 ] |
| 4号線             | 降車人員 | 5,651  | 5,937  | 5,988  | 6,092  | 5,937  | 7,423  | 9,461  | 8,131  | 8,842  | 10,375 | [ 3 ] |
| 4号線             | 乗降人員 | 10,334 | 10,570 | 10,754 | 10,880 | 10,509 | 13,704 | 18,121 | 15,635 | 17,228 | 20,133 | [ 3 ] |
| 路線              | 路線     | 2010年 | 2011年 | 2012年 | 2013年 | 2014年 | 2015年 | 2016年 | 2017年 | 2018年 | 出典   |       |
| 京義・中央線      | 乗車人員 | 4,068  | 4,102  | 4,098  | 4,127  | 4,290  | 5,302  | 5,425  | 5,441  | 5,410  | [ 2 ]  |       |
| 京義・中央線      | 降車人員 | 4,132  | 4,117  | 4,097  | 4,098  | 4,246  | 5,253  | 5,416  | 5,187  | 5,120  | [ 2 ]  |       |
| 京義・中央線      | 乗降人員 | 8,200  | 8,219  | 8,195  | 8,225  | 8,536  | 10,555 | 10,841 | 10,628 | 10,530 | [ 2 ]  |       |
| 4号線             | 乗車人員 | 10,163 | 10,130 | 9,736  | 9,648  | 9,914  | 9,506  | 9,509  | 9,784  | 9,591  | [ 3 ]  |       |
| 4号線             | 降車人員 | 11,190 | 11,344 | 11,070 | 10,846 | 11,124 | 10,719 | 10,732 | 10,889 | 10,646 | [ 3 ]  |       |
| 4号線             | 乗降人員 | 21,353 | 21,474 | 20,806 | 20,494 | 21,038 | 20,225 | 20,241 | 20,683 | 20,237 | [ 3 ]  |       |

## 駅周辺
この駅近辺の東部二村洞地域はソウルでも有数の日本人コミュニティが形成されている地域として有名である。
- 国立中央博物館
- 国立ハングル博物館（朝鮮語版）
- 銅雀大橋（朝鮮語版）
- 世界日報
- 新龍山初等学校（朝鮮語版）
- 龍江中学校（朝鮮語版）
- 龍山家族公園（朝鮮語版）
- 龍山工業高等学校（朝鮮語版）
- 龍山区民会館
- 龍山税務署
- 龍山青少年修練館
- 中京高等学校（朝鮮語版）
- 漢江市民公園（朝鮮語版）
- 漢江郵便局

### バス路線
| 幹線バス | 149番・502番・405番 |
| 支線バス | 6211番・0213番      |
| 空港バス | 6030番              |

## 隣の駅
ソウル交通公社
 4号線
新龍山駅 (429) - 二村駅 (430) - 銅雀駅 (431)
韓国鉄道公社
 京義・中央線
中央急行
龍山駅 (K110) - 二村駅 (K111) - 玉水駅 (K114)
龍山急行・緩行
龍山駅 (K110) - 二村駅 (K111) - 西氷庫駅 (K112)